# 沙士菲體育會
貝萊斯·沙士菲體育會，一般稱沙士菲，是位於阿根廷布宜諾斯艾利斯西部社區利涅斯（Liniers）的一間體育會，以其足球隊聞名於世。
沙士菲經常被稱為「堡壘」（El Fortín），其主場球場是位於利涅斯的何塞·阿马尔菲塔尼体育场（Estadio José Amalfitani），曾贏得7次阿根廷足球甲級聯賽冠軍及奪取5項國際性盃賽錦標。球會最近一次在2009年秋季联赛獲得阿根廷甲組聯賽冠軍。

## 歷史
沙士菲的建立可回溯到1910年，三名青年包括胡利奥·古格里埃尔姆奥内（Julio Guglielmone）、马丁·波蒂洛（Martin Portillo）及尼古拉斯·马林·莫雷诺（Nicolás Marin Moreno），在1月1日一同在贝莱斯·萨斯菲尔德火車站（Vélez Sársfield Railway Station）躲避一場夏季暴雨，他們決定以車站為名成立一支足球隊並計畫參加當地的聯賽。停雨後三人前往莫雷诺在附近的居所繼續商議，最終議決成立「阿根廷貝萊斯·沙士菲體育會」（Club Atlético Argentinos de Vélez Sarsfield），任命路易斯·巴雷多（Luis Barredo）為創會主席，並派遣兩支球隊分別參加阿根廷第三級及第四級聯賽，球隊初時穿著全白球衣，以恩塞纳达（Ensenada）為基地，兩年後改穿深藍球衣及白褲。
1913年球會加入10名新股東，何塞·阿马尔菲塔尼（José Amalfitani）是其中之一，在一次董事會會議後決定簡化球會名稱為現今名稱「貝萊斯·沙士菲體育會」（Club Atlético Vélez Sársfield）。由於有大量義大利移民加入球會成為會員，球隊於1914年5月14日改穿以意大利国旗為藍本的綠白紅直間球衣。
1919年沙士菲奪得「業餘足球協會」（Asociación Amateurs de Football）甲級聯賽亞軍，獲准加入阿根廷聯賽。1921年阿根廷國家隊徵召首名沙士菲球員何塞·博菲亚（José Bofia）入伍，在瓦尔帕莱索處子登場4-1擊敗智利。
1923年3月13日何塞·阿马尔菲塔尼成為球會會長，他在其後30年一直擔任此職。球會於维拉勒若区（Villa Luro）巴苏阿尔多（Basualdo）和瓜迪亚国家大道（Guardia Nacional）交界處租用一塊土地建立新主場。1928年新球場舉行首場晚間賽事，這個球場被傳媒稱為「堡壘」（El Fortín），一直沿用至今並延伸作為球隊的暱稱。1930年代的沙士菲是標準「地頭蟲」，主場虎虎生威，惟作客則一無是處。1938年一間球衣供應商向球隊低價推銷由一支欖球隊訂購後放棄的球衣，款式為白衫胸口有藍色「V」字圖案，獲球隊管理層接納，這款式直到今天仍然沒有改變。
1940年球隊首次降班到乙組聯賽，三年後才以冠軍身份重返甲組行列，而新興建的球場亦於1951年落成啟用，更於1953年取得甲級聯賽亞軍。沙士菲於1968年首次奪得頂級聯賽冠軍，他們在全国锦标赛（Campeonato Nacional）中15戰10勝2和3負取得22分，更以11-0橫掃飓风队（Huracán）創下當季最高入球紀錄，積分與河床及竞技队（Racing Club）相同需要進行附加賽，沙士菲以1勝1和贏得冠軍，而奥马尔·韦赫贝（Omar Wehbe）亦以16球成為聯賽首席射手。按例沙士菲可參加來年的南美自由盃，但球隊因經濟問題放棄參賽。
1990年代可稱為沙士菲的黃金盛世，在短短數年間贏取球會歷來取得的大部分錦標，本土與國際合共9項冠軍。大部分人認為功勞應歸於時任教練的卡洛斯·比安奇（Carlos Bianchi），在球員時代比安奇是沙士菲於1968年首次奪標的功臣之一，更在1970年、1971年及其第二次效力的1981年獲得聯賽首席神射手榮譽；轉任教練後帶領球隊贏得1993年秋季联赛、1995年春季联赛及1996年秋季联赛三屆甲级联赛冠軍、1994年南美自由盃與洲際盃及1996年的南美超級球會盃。其中最為人稱道是1994年在東京國立霞丘陸上競技場以2-0擊敗AC米蘭贏取洲際盃錦標。其時巴拉圭門將芝拉華特是球隊的成功象徵。
進入千禧年代沙士菲再贏得2005年秋季联赛及2009年秋季联赛兩屆甲级联赛冠軍。

## 主場球場

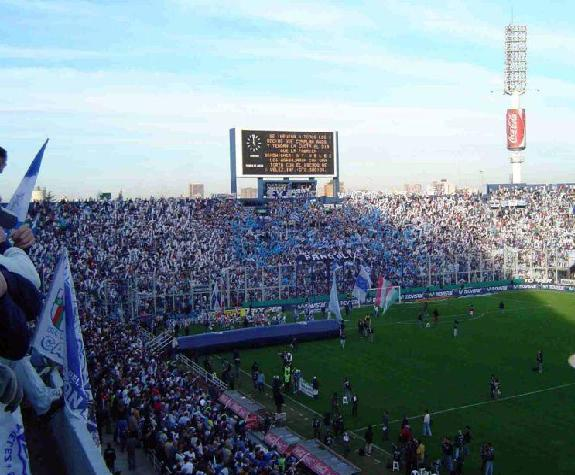
何塞·阿马尔菲塔尼体育场

何塞·阿马尔菲塔尼体育场（暱稱El Fortín）以出任球會會長超過30年的何塞·阿马尔菲塔尼的名字命名，位於布宜諾斯艾利斯利涅斯區（Liniers），鄰近利涅斯火車站，可以容納49,540名觀眾，始建於1947年，於1951年4月22日揭幕啟用。除了是沙士菲的主場球場外，亦是阿根廷國家欖球隊主要比賽場地之一。
球場曾進行大規模修建用作舉辦1978年世界盃，期間進行3場第3組分組初賽，包括奧地利2-1勝西班牙、奧地利1-0勝瑞典及西班牙1-0勝瑞典，而季軍戰巴西以2-1擊敗義大利亦在這個球場舉行。2001年世青盃更以此為主要比賽場地，進行包括主隊阿根廷在內的A組全部6場分組賽，晉級淘汰賽階段後，阿根廷以何塞·阿马尔菲塔尼体育场為基地，先後淘汰中國、法國及巴拉圭殺入決賽，最後3-0擊敗加納第四次奪冠。
1987年4月10日罗马天主教教宗若望·保祿二世在這裡舉行弥撒。無數著名歌手及樂隊曾在何塞·阿马尔菲塔尼体育场舉行音樂會，其中包括Iron Maiden、Guns N' Roses、The Killers、INXS、Red Hot Chili Peppers、Erasure、Roxette、Nirvana、The Ramones、尼娜·哈根、Depeche Mode、Travis、Helloween、Aerosmith、Queen、Metallica、Slayer、埃里克·克莱普顿、惠特妮·休斯顿、洛·史超域、卜·戴倫、Matisyahu、彼得·蓋布瑞爾、Motörhead等等。

## 100週年會慶

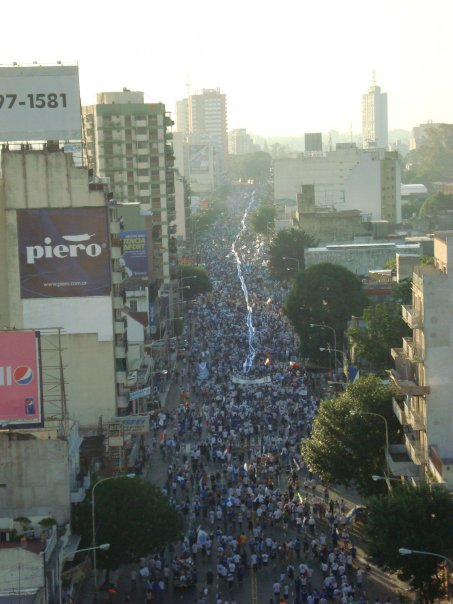
球迷夾道慶祝100週年會慶

2010年1月1日沙士菲的球迷為慶祝球會成立100週年，在利涅斯（Liniers）舉辦盛大巡遊，由科倫斯塔（Floresta）一直巡行至何塞·阿马尔菲塔尼体育场（Estadio José Amalfitani），有約5萬人參與慶典。

## 敵對球隊
沙士菲沒有直接的敵對球隊，有說位於鄰區卡巴利多（Caballito）的菲洛卡利（Ferrocarril Oeste）是球隊的傳統敵對球隊，但由於兩支球隊處於不同聯賽級別而逐漸淡忘，雙方自2000年後已沒有對陣過，最後一次對壘由沙士菲作客1-0取得勝利。

## 榮譽

### 業餘年代

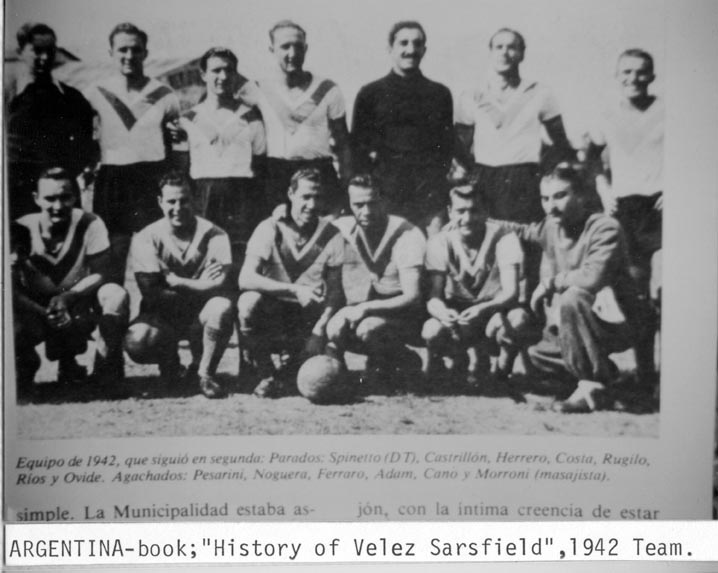
這是一個圖片的1942年的薩斯菲爾德隊的發揮在第二組。守門員是米格爾 Rugilo“獅子溫布利“。何塞米諾格拉在這個團隊中也發揮.

- 業餘足球協會甲級聯賽（AAm Primera División）
  - 亞軍 (1)：1919年；
- 業餘足球協會丙級聯賽（AAm Tercera División）
  - 冠軍 (2)：1914年、1922年[4]；
- 中級錦標賽（Campeonato Intermedia）
  - 冠軍 (1)：1926年；
- 中級競賽盃（Copa Competencia Intermedia）
  - 冠軍 (2)：1926年、1927年；

### 職業年代
本土
- 阿根廷足球甲级联赛
  - 冠軍 (10)：1968年全国锦标赛、1993年秋季联赛、 1995年春季联赛、1996年秋季联赛、1998年秋季联赛、2005年秋季联赛、2009年秋季联赛、2011年秋季联赛, Inicial 2012, Primera División 2012/13.
- Supercopa Argentina: 2013.
  - 亞軍 (7)：1953年、1971年大都會錦標賽、1979年大都會錦標賽、1985年全国锦标赛、1992年秋季联赛、1993年春季联赛、2004年春季联赛；

- 阿根廷足球乙级联赛
  - 冠軍 (1)：1943年；

國際
- 南美自由盃
  - 冠軍 (1)：1994年；
- 洲際盃
  - 冠軍 (1)：1994年；
- 南美超級球會盃
  - 冠軍 (1)：1996年；
- 南美优胜者杯（Recopa Sudamericana）
  - 冠軍 (1)：1997年；
  - 亞軍 (1)：1995年；
- 美洲洲际杯（Copa Interamericana）
  - 冠軍 (1)：1994年；

## 著名球員
- 比安奇（Carlos Bianchi，1967~73, 1980~84）
- 柏歷堅奴（Mauricio Pellegrino，1990~98、1999）
- 勒基利（Oscar Ruggeri，1990~92）
- 芝拉華特（José Luis Chilavert，1991~00、2003~04）
- 古迪利斯（Jonás Gutiérrez，2001~05）

## 其他運動
沙士菲的男、女子排球隊均在阿根廷甲組聯賽中角逐，亦有派隊參加籃球、曲棍球等不同運動競賽。

## 外部連結
- （西班牙文） 沙士菲官網 （页面存档备份，存于）
- （西班牙文） VelezSarsfield.Net
- （西班牙文） La V Azulada